# Deutsches Fotoinstitut

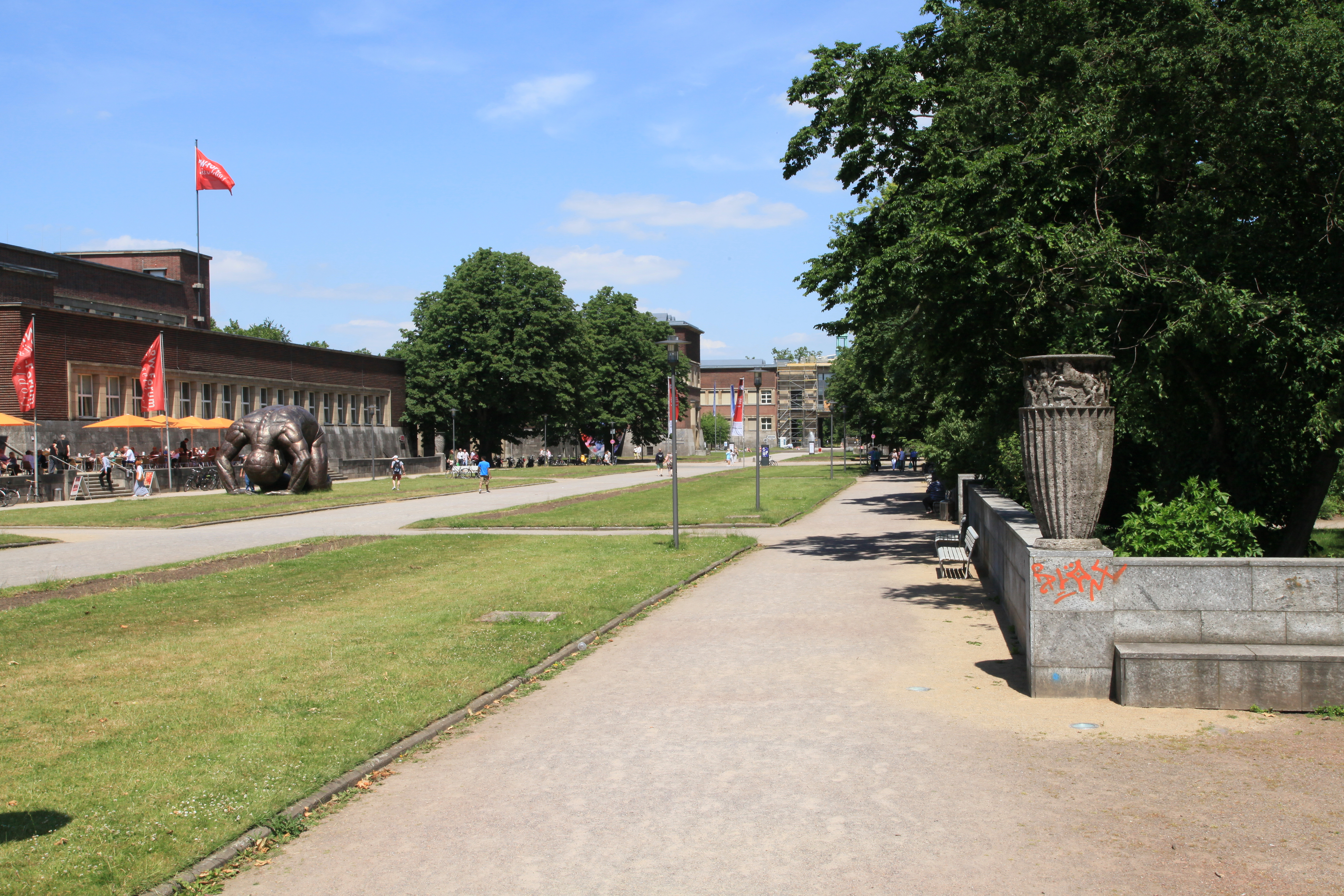
Geplanter Standort des künftigen Deutschen Fotoinstituts am Ehrenhof in Düsseldorf

Das Deutsche Fotoinstitut (DFI) ist das im Aufbau befindliche nationale Institut für Fotografie der Bundesrepublik Deutschland mit Sitz in Düsseldorf. Es widmet sich der Sicherung, Erschließung, wissenschaftlichen Bearbeitung und Vermittlung des fotografischen Erbes in Deutschland. Das DFI soll als Kompetenzzentrum und Infrastruktur für die bundesweite Forschung, Digitalisierung, Konservierung und Bildung im Bereich Fotografie wirken, zentrale Akteure vernetzen sowie wissenschaftliche und konservatorische Standards entwickeln. Die Finanzierung erfolgt gemeinsam durch den Bund und das Land Nordrhein-Westfalen.

## Gründungskommission und aktuelle Entwicklung
Im September 2023 setzten Bund, Land Nordrhein-Westfalen und die Landeshauptstadt Düsseldorf eine siebenköpfige beratende Gründungskommission ein, um Empfehlungen zur künftigen Ausgestaltung des Deutschen Fotoinstituts zu erarbeiten. Im Juli 2025 legte die Kommission unter Leitung von Susanne Gaensheimer den Abschlussbericht vor, der die Grundlage für die weiteren Planungen bildet.
Mitglieder der Gründungskommission:
- Susanne Gaensheimer, Direktorin der Kunstsammlung Nordrhein-Westfalen (Düsseldorf)
- Peter Gorschlüter, Direktor des Museum Folkwang (Essen)
- Felix Krämer, Generaldirektor, Mitglied des Vorstandes des Kunstpalastes (Düsseldorf)
- Katrin Pietsch, Fotografie-Restauratorin (Amsterdam)
- Christian Scheidemann, Restaurator (New York)
- Inka Schube, Kuratorin, Sprengel Museum Hannover
- Moritz Wegwerth, Künstler und Fotograf, Vorsitzender DFI e. V. (Düsseldorf)

Der Bericht empfiehlt den schrittweisen Aufbau einer zentralen Infrastruktur für Konservierung, Digitalisierung und Vermittlung, die Einrichtung einer bundesweiten Vernetzungsstruktur für Fotografie, wissenschaftliche und bildungspolitische Programme sowie die Schaffung eines Nationalen Fonds zur Förderung fotografischer Projekte im gesamten Bundesgebiet.
Darüber hinaus sieht der Abschlussbericht als nächste Schritte die Festlegung einer geeigneten rechtlichen Organisationsstruktur, die Ausarbeitung eines Betriebs- und Finanzierungskonzepts, die Vorbereitung des Realisierungswettbewerbs für den Institutsneubau sowie den Beginn des operativen Aufbaus mit der Besetzung zentraler Positionen vor.
Nach Angaben der nordrhein-westfälischen Kulturministerin Ina Brandes (CDU) ist der Betriebsstart für 2026, die Fertigstellung des Neubaus für 2031 vorgesehen.
Die Umsetzung erfolgt in Abstimmung zwischen Bund, Land und Stadt Düsseldorf durch einen Lenkungsausschuss.

## Geschichte

### Vorgeschichte nationaler Fotoinitiativen in Deutschland
Erste Anregungen zu einem deutschen Museum für Photographie finden sich, laut der Zeitschrift Photographie für Alle, vermutlich als erstes 1897 bei Franz Goerke, später dann bei Richard Neuhauss (1902), Karl Weiß (1906) und Fritz Matthies-Masuren (1909). Miethe und Neuhauß plädierten 1912 für eine Sammlung, in der Erstlingswerke der Fotografie gesammelt und der Nachwelt zur Anschauung erhalten bleiben könnten.
In den 1980er-Jahren sprach sich der Kunsthistoriker Bodo von Dewitz (Museum Ludwig, Köln) für eine zentrale Institution zur Kulturgeschichte der Photographie aus, die Archiv, Forschung und Ausstellung unter einem Dach vereint.
Im Oktober 2000 richtete die Deutsche Gesellschaft für Photographie zusammen mit der Neue Gesellschaft für Bildende Kunst ein Symposium in der Humboldt-Universität zu Berlin aus. Anlass des Symposiums war die Planung eines „Centrums für Photographie“ in Berlin, das nicht realisiert wurde.

### Frühere Initiativen in Düsseldorf ab 2009
Bereits ab 2009 gab es in Düsseldorf Überlegungen zur Einrichtung eines Fotozentrums, angestoßen von der städtischen Kulturpolitik in Zusammenarbeit mit Künstlerinnen und Künstlern. Im Februar 2013 berichtete die Rheinische Post über Pläne der Stadt, das NRW-Forum in ein Zentrum für Fotografie und Neue Medien umzuwandeln. Am 17. Februar 2018 fand im Künstlerverein Malkasten in Düsseldorf ein Symposium zur Idee einer neuen Institution für Fotografie statt. Ausgerichtet wurde es vom Künstlerverein Malkasten, der Kulturpolitischen Gesellschaft und der Mittelstands- und Wirtschaftsvereinigung der CDU/CSU. Zu den Teilnehmenden zählten unter anderem Katharina Sieverding (Künstlerin), Thomas Weski (Kurator und Fotohistoriker) und Christina Leber (DZ BANK Kunststiftung). Konkrete institutionelle Schritte erfolgten jedoch nicht.

### Verein zur Gründung und Förderung eines Deutschen Fotoinstituts e.V. (DFI e.V.)
Mit dem Ziel, die Einrichtung eines nationalen Fotoinstituts zu befördern, wurde 2019 in Düsseldorf der Verein zur Gründung und Förderung eines Deutschen Fotoinstituts e. V. (DFI e. V.) gegründet. Zu den Gründungsmitgliedern des gemeinnützigen Vereins und dem Vorstand zählen Andreas Gursky, Stefan Hostettler und Moritz Wegwerth. Der Verein wird von international renommierten Fotokünstlern wie Hans-Peter Feldmann, Cindy Sherman, Jeff Wall und Christopher Williams unterstützt. Er kooperiert mit der Kunstakademie Düsseldorf, der Landeshauptstadt Düsseldorf und der Photographischen Sammlung/SK Stiftung Kultur in Köln.
Am 15. Oktober 2019 reichte die Landeshauptstadt Düsseldorf gemeinsam mit dem DFI e. V. einen Förderantrag für ein „Deutsches Fotoinstitut Düsseldorf“ bei Bund und Land Nordrhein-Westfalen ein. Der Antrag basierte auf einem vom Verein entwickelten inhaltlichen und organisatorischen Konzept, das die Grundlage für die anschließende Förderzusage durch Bund und Land bildete (→ Staatliche Förderung und Finanzierung).

## Staatliche Förderung und Finanzierung
Die Finanzierung des Deutschen Fotoinstituts erfolgt gemeinsam durch den Bund und das Land Nordrhein-Westfalen. Im Jahr 2019 hat der Deutsche Bundestag auf Grundlage eines Förderantrags der Stadt Düsseldorf Mittel für das Deutsche Fotoinstitut in Höhe von 41,5 Millionen Euro für den Standort Düsseldorf bereitgestellt. Im Landeshaushalt wurde der gleiche Betrag für die Kofinanzierung eingestellt, sodass insgesamt zunächst 83 Millionen Euro zur Verfügung standen. In der Bereinigungssitzung des Haushaltsausschusses im Jahr 2022 wurden im Bundeshaushalt Barmittel und Verpflichtungsermächtigungen in Höhe von 42,9 Millionen Euro etatisiert. Damit wurden die Mittel noch einmal um rund 1,5 Millionen Euro auf insgesamt 86 Millionen Euro erhöht.
Laut NRW-Kulturministerin Ina Brandes soll das Gebäude des Fotoinstituts nach aktueller Planung bis 2031 fertiggestellt sein. Bis Ende 2028 müsse ein umsetzungsfähiges Projekt vorliegen, danach könne ausgeschrieben und gebaut werden. Man habe vor, so Brandes, „so zu bauen, dass man mit diesem Budget hinkomme“.
Darüber hinaus ist die Einrichtung eines eigenständigen Nationalen Förderfonds Fotografie vorgesehen, der fotografische Projekte bundesweit projektbezogen unterstützen soll. Dieser Fonds ergänzt die institutionelle Finanzierung und richtet sich insbesondere an Archive, Sammlungen, Hochschulen sowie Kunst- und Kulturschaffende.

## Konzept und Aufgaben
Laut Abschlussbericht der Gründungskommission (2025) ist das Deutsche Fotoinstitut als zentrale Plattform für Forschung, Erschließung und Vermittlung fotografischer Bestände konzipiert. Es soll über analoge und digitale Infrastruktur verfügen, den Austausch und die Kooperation zwischen Akteuren fördern und Prozesse der Sicherung, Digitalisierung und Präsentation fotografischer Konvolute und Werke begleiten.
Der Abschlussbericht benennt fünf zentrale Funktionsbereiche:
1. Sicherung, Konservierung und Archivierung: Entwicklung und Koordination von Maßnahmen zur Bestandserhaltung, konservatorische Standards und Beratung, Einrichtung eines Kompetenzzentrums für Fotorestaurierung.
2. Forschung und Wissenschaft: Koordination und Unterstützung wissenschaftlicher Forschung zur Geschichte, Theorie und Praxis der Fotografie, Aufbau eines Fellowship-Programms.
3. Digitale Infrastruktur und Digitalisierung: Digitalisierung fotografischer Bestände, Aufbau einer interoperablen digitalen Infrastruktur, Entwicklung eines zentralen Portals zur Vernetzung und Sichtbarmachung von Sammlungen.
4. Präsentation, Vermittlung und Bildungsformate: Entwicklung eigener Vermittlungsformate und Ausstellungen, nationale und internationale Kooperationen im Bereich der kulturellen Bildung.
5. Beratung, Service, Weiterbildung: Angebot von Weiterbildungen, Beratung von Institutionen und Sammlungen, Aufbau eines bundesweiten Kompetenznetzwerks.[1]

Kulturstaatsminister Wolfram Weimer erklärte anlässlich der Übergabe des Berichts, das Institut solle „das fotografische Kulturerbe sichern“ und zugleich eine „grundlegende Auseinandersetzung mit dem Medium Fotografie“ ermöglichen – insbesondere mit Blick auf Künstliche Intelligenz und digitale Bildkulturen.
Bei der Erarbeitung ihrer Empfehlungen stützte sich die Kommission auf die zwei zuvor entwickelten Konzepte:
- Das Konzept zur Gründung eines Deutschen Fotoinstituts (DFI) in Düsseldorf vom DFI e. V.[19]
- Das Konzept für ein Bundesinstitut für Fotografie, im Auftrag der ehemaligen Staatsministerin Monika Grütters[20]

## Standort und Infrastruktur
Die Kommission empfiehlt, das Deutsche Fotoinstitut an zwei Standorten zu entwickeln: einem zentral gelegenen Standort mit einem Gebäude für Öffentlichkeit, Ausstellungen, Vermittlung und Verwaltung sowie einem funktionalen Standort für Aufgaben wie Digitalisierung, Konservierung und Lagerung. Beide Gebäude sollen bis 2031 realisiert werden.
Für die Übergangszeit empfiehlt die Kommission, bereits bestehende Arbeitsräume in zentraler Lage möglichst zeitnah für die Aufbauorganisation zu nutzen – mit barrierefreiem Zugang, öffentlicher Sichtbarkeit und einer Fläche von 300 bis 500 Quadratmetern.
Der Stadtrat der Landeshauptstadt Düsseldorf beschloss im Juni 2020, für den Neubau ein Grundstück in zentraler Innenstadtlage nahe dem Ehrenhof bereitzustellen, das laut Oberbürgermeister Stephan Keller immer noch zur Verfügung steht.

## Standortdebatte
Am 17. Juli 2019 setzte die damalige Kulturstaatsministerin Monika Grütters eine Kommission unter Leitung von Thomas Weski ein, die beauftragt wurde, ein Konzept für ein „Bundesinstitut für Fotografie“ zu entwickeln. Die Kommission legte ihr Konzept am 10. März 2020 vor. Parallel dazu verfolgte die Landeshauptstadt Düsseldorf gemeinsam mit dem Verein zur Gründung und Förderung eines Deutschen Fotoinstituts e. V. eigene Planungen für ein nationales Institut für Fotografie.
Aufgrund dessen entstand eine kontroverse Diskussion um die inhaltliche Ausrichtung und den geeigneten Standort eines nationalen Fotoinstituts, die sowohl in Fachkreisen als auch in der Kulturpolitik und den Medien breite Resonanz fand.
Bereits im November 2019 berichtete das Handelsblatt über die Finanzierungszusage von Bund und Land für einen Neubau in Düsseldorf. Im Dezember 2019 betonte Kulturstaatsministerin Monika Grütters im Deutschlandfunk, dass „Düsseldorf in der engsten Wahl“ sei. Im Januar 2020 erschien im Spiegel ein Interview mit dem Titel „So wird die Fotografie unsterblich“, das die Motivation hinter der Düsseldorfer Künstlerinitiative für ein nationales Fotoinstitut beleuchtete. Nach Veröffentlichung des Konzepts für ein „Bundesinstitut für Fotografie“ im März 2020, das Essen als bevorzugten Standort nannte, intensivierte sich die öffentliche Debatte.
Im Jahr 2021 berichteten zahlreiche Medien ausführlich über den Standortstreit: Der Spiegel sprach von konkurrierenden Konzepten und brachte Andreas Gurskys Vorschlag einer Doppellösung in die Diskussion ein. Die Süddeutsche Zeitung veröffentlichte ein Gespräch mit Thomas Demand, Annette Kelm, Thomas Struth und Wolfgang Tillmans über den internationalen Stellenwert der deutschen Fotografie und ihre Sorge um das Projekt. Die Westdeutsche Allgemeine Zeitung hob Essens Chancen hervor und berichtete über Düsseldorfs Versuch, das Votum noch zu beeinflussen. Die Frankfurter Allgemeine Zeitung thematisierte, dass der Streit um den Standort die Grundsatzdebatte über das Vorhaben überlagere. Die Zeit rekonstruierte die Entwicklung der Auseinandersetzung und veröffentlichte interne Dokumente zur Düsseldorfer Bewerbung.
Im November 2022 wurde öffentlich, dass sich die Bundesregierung für Düsseldorf als Standort entschieden hatte. Diese Entscheidung wurde in den Medien kritisch kommentiert. Kulturstaatsministerin Claudia Roth begründete den Standort mit neuen Erkenntnissen, was teilweise auf Kritik stieß. Die WAZ aus Essen berichtete über die Reaktion lokaler Oppositionsparteien. Die Übergabe des Abschlussberichts der beratenden Gründungskommission unter Leitung von Susanne Gaensheimer im Juli 2025 wurde ebenfalls prominent in den Medien behandelt. Der Westdeutsche Rundfunk berichtete unter dem Titel „Deutsches Fotoinstitut in Düsseldorf wird konkret“ über die anstehenden nächsten Schritte.
Eine Übersicht zentraler Beiträge zur Debatte ist auf der Website des Netzwerks Fotoarchive unter dem Titel Das geplante bundesdeutsche Fotoinstitut. Konzepte und Debatten zusammengestellt.